# 槻橋修
槻橋 修（つきはし おさむ、1968年 - ）は、日本の建築家。神戸大学教授。日本建築学会賞教育賞受賞。富山県高岡市出身。

## 略歴
- 1968年　富山県高岡市に生まれる。
- 1991年　京都大学工学部建築学科卒業。
- 1998年　東京大学大学院博士課程単位取得後退学。
- 1998年　東京大学生産技術研究所勤務。
- 2002年　ティーハウス建築設計事務所設立。
- 2003年～2009年　東北工業大学工学部建築学科講師。（~2009年9月）
- 2009年　神戸大学准教授。（2009年10月~）
- 2023年　神戸大学教授。（2023年3月~）[1]

## 主な作品
- 大地の芸術祭 越後妻有アートトリエンナーレ「PARKLETTE」
- 「五感の都市へ 仙台芸術遊泳」参加作品純白都市　～世界で一番白い街
- せんだいメディアテーク「青葉縁日２-おもしろ改造工場の夏祭り」「goban tube cafe」

## 著書
- 「20世紀建築研究」INAX出版、共編著

## 受賞
- 2009年　日本建築学会賞教育賞（共同受賞） - デザイン教育の先駆的試み－国際建築ワークショップ－：阿部仁史、石田壽一、小野田泰明、本江正茂、堀口徹、中田千彦、槻橋修